# Anton Prommersberger
Anton Prommersberger (* 15. Juli 1981 in Benediktbeuern) ist ein ehemaliger deutscher Eishockeyspieler auf der Position des Verteidigers. Sein Cousin Max ist ebenfalls Eishockeyprofi.

## Karriere
Prommersberger begann seine Karriere im Nachwuchs des SC Reichersbeuern wo er dann später in die Schülermannschaft des EC Bad Tölz wechselte, bestritt in der Saison 1997/98 erstmals sieben Spiele für die erste Mannschaft der Tölzer in der zweiten Bundesliga. In der Saison 1998/99 schloss er sich den European Bauer Pioneers an, die sieben Monate in Kanada unter der Leitung von Franz Fritzmeier sen. Freundschaftsspiele in ganz Kanada spielten. Zur Spielzeit 1999/2000 wechselte der Verteidiger zu den Jungadlern Mannheim in die Oberliga-Nord, wo er in 59 Spielen auf 17 Punkte kam. Bereits im Folgejahr kehrte der Oberbayer wieder in seine Heimat zurück und lief für die Profimannschaft des EC Bad Tölz auf. Dank einer Förderlizenz absolvierte der Linksschütze in diesem Jahr sein erstes DEL-Spiel für die München Barons. Für die Saison 2001/02 wurde Prommersberger von den DEG Metro Stars verpflichtet, kam dort jedoch nur selten zum Einsatz, dank einer Förderlizenz sammelte er Spielpraxis beim EV Duisburg in der 2. Bundesliga. In der Spielzeit 2002/03 lief der Verteidiger für den ERC Ingolstadt auf, bevor er im Folgejahr zum EV Landshut wechselte, für die er auch in der Saison 2003/04 auf das Eis ging und mit denen er Vizemeister der 2. Bundesliga wurde. 2004/05 kehrte er abermals zu seinem Stammverein EC Bad Tölz zurück, bevor er einen Vertrag bei den Wölfen Freiburg für das folgende Jahr unterzeichnete. Auch in Freiburg verweilte Prommersberger nur ein Jahr. 2006 wurde er von den Landshut Cannibals verpflichtet. Bei den Dreihelmenstädtern avancierte der Verteidiger zum Stammspieler und wurde 2008 mit den Landshutern erneut Vizemeister der 2. Bundesliga. Prommersberger spielte bis 2011 bei den Cannibals, ehe er nach 5 Jahren in Landshut zu seinem Stammverein zurückkehrte. In der Saison 2011/12 gewann er mit den Tölzer Löwen die Oberliga-Meisterschaft.
Nach einem weiteren Saison bei den Tölzer Löwen in der Oberliga beendete Prommersberger seine Karriere.

### International
Anton Prommersberger nahm an der U18-Junioren-Weltmeisterschaft 1999 und an der U20-Junioren-Weltmeisterschaft 2000 und 2001 teil.

## Karrierestatistik
(Legende zur Spielerstatistik: Sp oder GP = absolvierte Spiele; T oder G = erzielte Tore; V oder A = erzielte Assists; Pkt oder Pts = erzielte Scorerpunkte; SM oder PIM = erhaltene Strafminuten; +/− = Plus/Minus-Bilanz; PP = erzielte Überzahltore; SH = erzielte Unterzahltore; GW = erzielte Siegtore; 1 Play-downs/Relegation; Kursiv: Statistik nicht vollständig)

## Nachweise
1. ↑  Waschechter Tölzer „Bua“. In: mittelbayerische.de. 23. Oktober 2007, abgerufen am 7. März 2017.
2. 1 2  Teilnahme an der Playdown-Runde anstatt der Playoff-Runde